# Sanhaçu-de-encontro-azul
Sanhaçu-de-encontro-azul, Pipira-azulão (nome científico: Thraupis cyanoptera) é uma espécie de ave da família Thraupidae, encontrado em florestas de ‎planícies verdes. É qualificado como Quase Ameaçado por ter uma moderada-pequena população que está em ‎declínio devido à contínua destruição e degradação de seu habitat. Sendo habitats naturais desta espécie: regiões ‎subtropicais ou tropicais úmidas de baixa atitude.‎ Sua principal característica é a coloração azul nas pequenas coberturas de suas asas.

## Características
Reproduz-se na primavera-verão. O ninho é construído pelo casal numa forquilha a uma altura que varia de 2 a 15 m ‎ou mais, tendo o formato de um cesto aberto, formado por fibras vegetais, crinas de animais, musgos e líquens. A postura ‎varia de 2 ou 3 ovos de cor branco-esverdeada, com manchas marrons, castanhas ou negras, medindo 25 x 17 mm ‎em seus eixos e pesando 3,3 g cada um. A incubação é realizada pela fêmea durante 12 a 14 dias; os filhotes ‎ recebem alimentação dos pais durante 20 dias, quando deixam o ninho e continuam a receber os cuidados ‎do casal por mais alguns dias, seguindo depois como membros do mesmo bando.‎

## Alimentação
Frutos, sementes, insetos, larvas, vermes e aracnídeos de pequeno porte.‎

## Distribuição

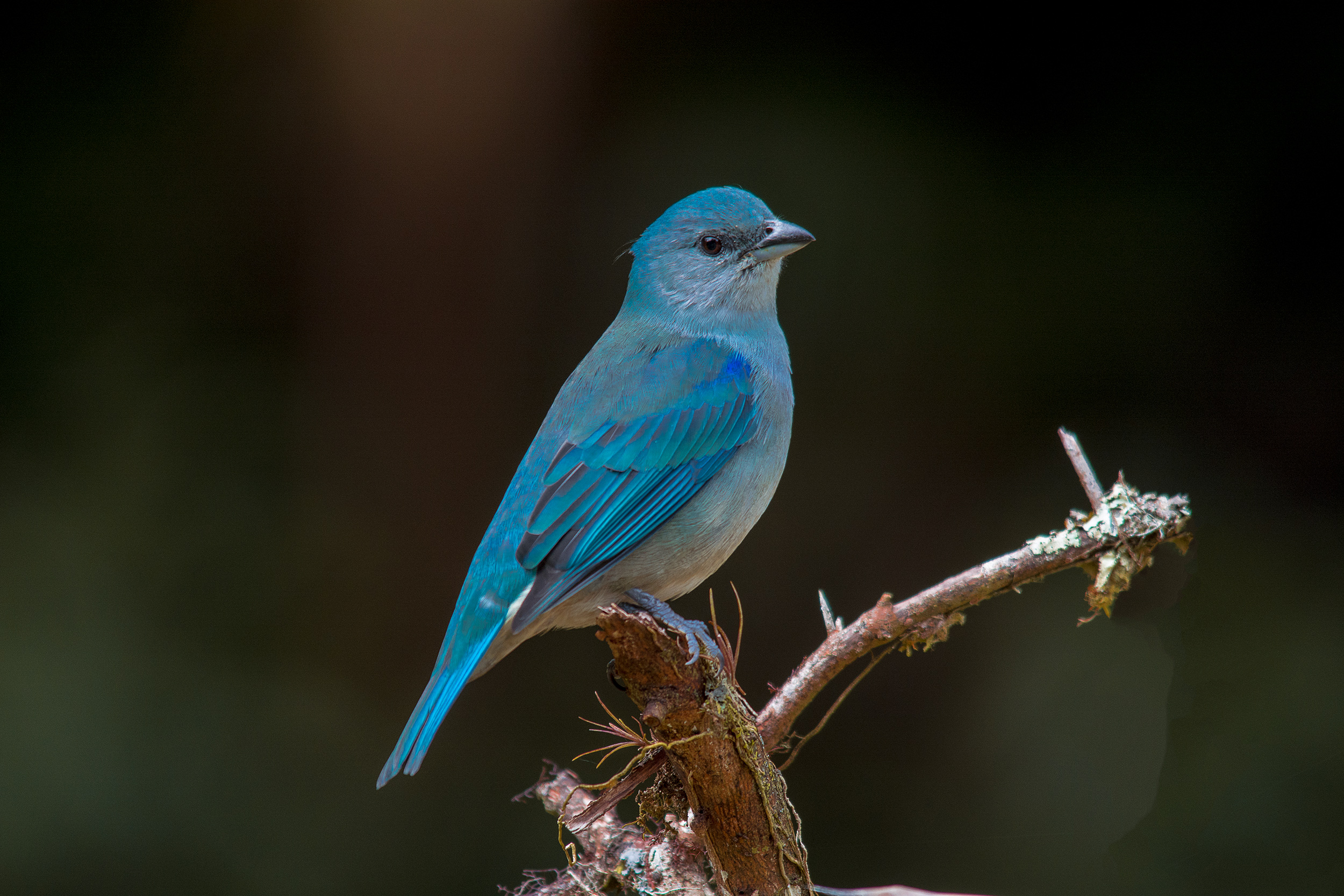
Ave na trilha dos tucanos, em Tapiraí-SP

Ocorre no sudeste do Brasil - Espírito Santo, leste de Minas Gerais, norte ao sul do Rio Grande do Sul, ‎principalmente no litoral da Serra do Mar, relatórios de outras localidades quase certamente se referem ao sanhaço-cinzento (Thraupis sayaca).‎
A conversão agrícola, desmatamento para mineração e plantação, são ameaças históricas para o seu habitat. As ‎principais ameaças atuais são a urbanização, industrialização, expansão agrícola, colonização, e a construção de ‎estradas e ferrovias.‎
Histórico de Estágios:
2004 - Quase Ameaçada
2000 - Baixo Risco/Quase Ameaçada
1994 - Baixo Risco/Quase Ameaçada
1988 - Quase Ameaçada